# 瓦瑟洛森
瓦瑟洛森是德国巴伐利亚州的一个市镇。总面积51.30平方公里，总人口3353人，其中男性1714人，女性1639人（2011年12月31日），人口密度65人/平方公里。